# Partido Laborista y Cooperativo
Partido Laborista y Cooperativo (en inglés: Labour and Co-operative Party, a menudo abreviado Labour Co-op; en galés: Llafur a'r Blaid Gydweithredol) es una descripción utilizada por los candidatos en las elecciones del Reino Unido que se presentan en nombre tanto del Partido Laborista como del Partido Cooperativo.
Los candidatos se presentan a las elecciones en el marco de una alianza electoral entre los dos partidos, que se acordó por primera vez en 1927. Este acuerdo reconoce la independencia de los dos partidos y los compromete a no competir entre ellos en las elecciones. También establece los procedimientos para que ambos partidos seleccionen candidatos conjuntos e interactúen a nivel local y nacional.
Hubo 26 diputados del Partido Laborista y Cooperativo elegidos en las elecciones de diciembre de 2019, convirtiéndose en la cuarta mayor agrupación política en la Cámara de los Comunes, aunque los diputados del Partido Laborista y Cooperativo están generalmente incluidos entre los números totales del Partido Laborista. El Presidente del grupo parlamentario cooperativo es Jim McMahon y el vicepresidente es Preet Gill.